# Старооскольський район
Старооскольський район (рос. Старооскольский район) — адміністративна одиниця Бєлгородської області Росії. Центр — місто Старий Оскол. Населення району на 1 січня 2010 року становило 35319 осіб.
Адміністративному району відповідає муніципальне утворення «Міський округ Старий Оскол», створене 2007 року, яке включає місто Старий Оскол і 19 сільських територій.
Старооскольский зоопарк розташований на хуторі Чумаки.

## Географія
Розташовано на півночі Бєлгородської області.
Межує:
- На півночі — з Горшеченським районом Курської області;
- На заході — з Губкінським районом;
- На півдні — з Чернянським районом;
- На сході — з Красненським районом Бєлгородської області, Нижньодівицьким і Реп'євським районами Воронезької області.

## Історія
Район утворено в 1928 з частини території Старооскольського повіту. Спочатку було включено до складу Воронезького округу Центрально-Чорноземної області (ЦЧО). В 1929 - 1930 входив до складу Старооскольського округу, місто Старий Оскол одночасно було адміністративним центром округу. Після скасування округів в 1930 Старооскольский район перейшов у безпосереднє підпорядкування обласного центру ЦЧО (місто Воронеж). В 1934, при поділі ЦЧО на Курську і Воронезьку області, район було підпорядковано Курській області. В 1954 район було передано до складу новоствореної Бєлгородської області.
1 лютого 1963 було утворено Старооскольський сільський район..